# Antonino Sabatino
Antonino Sabatino (Caserta, 31 marzo 2000) è un cestista italiano.

## Palmarès
- Supercoppa LNP: 1

Scafati Basket: 2020